# Wálter Forster
Wálter Gerhard Forster (Campinas, 23 de março de 1917 — São Paulo, 3 de setembro de 1996) foi um ator de rádio, cinema, teatro e pioneiro da televisão brasileira.

## Biografia
Seu pai, Jacob Forster, era filho de alemães de origem irlandesa, e sua mãe, Ida Forster, era suíça de um dos cantões alemães. Em 1937, mudou-se para a cidade de São Paulo, onde foi contratado pela Rádio Bandeirantes, como locutor e depois como redator. Depois mudou-se para a Rádio Difusora, e com o mesmo contrato, em 1947, pela Rádio Tupi. Como era diretor artístico do elenco de radionovelas, ajudou a formar o elenco para a telenovela da TV Tupi-PRF3. Também trabalhou nas rádios Excelsior e Nacional, como diretor de radioteatro (1952-1968).
Na inauguração da TV Tupi, em 1950, atuou em todas discussões e decisões de elenco para a nova emissora. Já estava casado e com dois filhos.
Da telenovela Sua Vida Me Pertence, em 1951, foi autor, diretor e ator. Contracenou com Vida Alves (que na trama amava o galã, que era ele), e ainda Lima Duarte, Lia de Aguiar, José Parisi e Dionísio Azevedo. Tinha apenas 25 capítulos, mas enfrentou vários problemas com esse meio novo de comunicação: os atores falavam muito alto no estúdio, esqueciam os microfones, não sabiam se posicionar frente às câmeras (o que deixava desesperados os cameramen). 
A cena ousada para a época, o beijo na boca, o primeiro beijo da televisão brasileira, não passou de um "selinho", como diria Hebe Camargo nos dias de hoje. O galã Walter Forster encostou os lábios nos da Vida Alves, enquanto acariciava o braço da amada, causando frisson durante a transmissão da TV Tupi. A cena ocorreu no último capítulo.
Como não há registros dessas cenas: elas foram feitas "ao vivo" e ainda não havia videotape. Várias histórias foram contadas ao longo do tempo. 
Trabalhou ainda na TV Paulista (Canal 5), produziu e dirigiu Hebe Camargo em O mundo é das mulheres. Ele apresentou o programa Intimidade.
Participou da telenovela Beto Rockfeller e apresentou, ao lado de Cidinha Campos, as primeiras imagens em cores da TV Tupi.
Em 1973, pela Rede Tupi, apresentou o II Festival da OTI em Belo Horizonte, junto a Íris Lettieri.
Em 1983, participou da versão brasileira de Acredite se Quiser na TV Manchete. Viúvo e com quatro netos, resolveu se aposentar e desempenhar papéis com pequena participação. 
Em 1990 junto com seus colegas José Parisi e John Herbert deu sua última entrevista sobre a TV Tupi para o programa Insert Show na Tv Gazeta do radialista e videomaker Eduardo Thadeu, matéria sobre os 40 anos da TV Brasileira.
Wálter Forster faleceu em 3 de setembro de 1996, aos 79 anos, de ataque cardíaco. Ele sofria de câncer

## Filmografia

### Na televisão
| Ano  | Título                    |
| ---- | ------------------------- |
| 1996 | A Última Semana           |
| 1995 | Sangue do Meu Sangue      |
| 1987 | Helena                    |
| 1986 | Memórias de um gigolô     |
| 1983 | Maçã do Amor              |
| 1982 | Paiol Velho               |
| 1982 | Avenida Paulista          |
| 1982 | Casa de pensão            |
| 1982 | Maria Stuart              |
| 1979 | Como Salvar Meu Casamento |
| 1977 | O profeta                 |
| 1974 | Ídolo de Pano             |
| 1972 | Vitória Bonelli           |
| 1970 | As Bruxas                 |
| 1969 | Super Plá                 |
| 1968 | Beto Rockfeller           |
| 1965 | Paixão de Outono          |
| 1965 | O Caminho das Estrelas    |
| 1951 | Sua Vida Me Pertence      |

### No cinema
| Ano  | Título                                                       |
| ---- | ------------------------------------------------------------ |
| 1996 | Loucos, Apuros e Salvamentos                                 |
| 1996 | Dumbo & Jumbo, Dois Bobos em Apuros                          |
| 1993 | Alma corsária                                                |
| 1992 | Super Jovem                                                  |
| 1991 | Lanchonete Maravilha                                         |
| 1990 | O Garoto e a Rata-Loira                                      |
| 1989 | A Gata Maravilha                                             |
| 1988 | As aventuras da Turma do ZYB Bom                             |
| 1987 | Colégio Muito Louco                                          |
| 1987 | Eu                                                           |
| 1987 | Quincas Borba                                                |
| 1986 | Bagunça na Tela                                              |
| 1985 | As aventuras do Garoto Abandonardo                           |
| 1985 | Além da paixão                                               |
| 1983 | Tudo na cama                                                 |
| 1982 | Amor estranho amor                                           |
| 1982 | Tchau amor                                                   |
| 1982 | Tessa, a gata                                                |
| 1982 | Um casal de 3                                                |
| 1978 | As amantes de um homem proibido                              |
| 1971 | Aventuras com tio Maneco                                     |
| 1971 | Roberto Carlos a 300 quilômetros por hora                    |
| 1970 | A arte de amar...bem (episódio "A garçonière de meu marido") |
| 1969 | Os paqueras                                                  |
| 1968 | Viagem ao fim do mundo                                       |
| 1968 | O homem nu                                                   |
| 1966 | As Cariocas                                                  |
| 1966 | Rio, verão & amor                                            |
| 1966 | Toda donzela tem um pai que é uma fera                       |
| 1949 | Luar do sertão                                               |